# Нововитківська сільська рада
| Нововитківська сільська рада — колишній орган місцевого самоврядування у Радехівському районі Львівської області з адміністративним центром у с. Новий Витків. Історична дата утворення: в 1939 році. Водоймища на території, підпорядкованій даній раді: річка Білий Стік. Сільській раді підпорядковані населені пункти: - с. Новий Витків |

## Склад ради
Рада складається з 16 депутатів та голови.

### Керівний склад ради
| ПІБ                    | Основні відомості                                                                                  | Дата обрання | Дата звільнення |
| ---------------------- | -------------------------------------------------------------------------------------------------- | ------------ | --------------- |
| Гладій Роман Дмитрович | Сільський голова, 1967 року народження, освіта, член Всеукраїнського об'єднання «Батьківщина»      | 26.03.2006   | 31.10.2010      |
| Гладій Роман Дмитрович | Сільський голова, 1967 року народження, освіта вища, член Всеукраїнського об'єднання «Батьківщина» | 31.10.2010   |                 |

Примітка: таблиця складена за даними джерела